# Caloplaca cupulifera
Caloplaca cupulifera är en lavart som först beskrevs av Vain., och fick sitt nu gällande namn av Alexander Zahlbruckner. Caloplaca cupulifera ingår i släktet orangelavar och familjen Teloschistaceae.   Inga underarter finns listade i Catalogue of Life.